# Dąb dachówkowaty
Dąb dachówkowaty (Quercus imbricaria Michx.) – gatunek roślin z rodziny bukowatych (Fagaceae Dumort.). Występuje naturalnie w środkowo-wschodnich Stanach Zjednoczonych – w Alabamie, Arkansas, Dystrykcie Kolumbii, Delaware, Georgii, Iowa, Illinois, Indianie, Kansas, Kentucky, Luizjanie, Massachusetts, Marylandzie, Michigan, Missouri, Missisipi, Karolinie Północnej, Nebrasce, New Jersey, stanie Nowy Jork, Ohio, Oklahomie, Pensylwanii, Karolinie Południowej, Tennessee, Wirginii, Wisconsin oraz Wirginii Zachodniej. 

## Morfologia

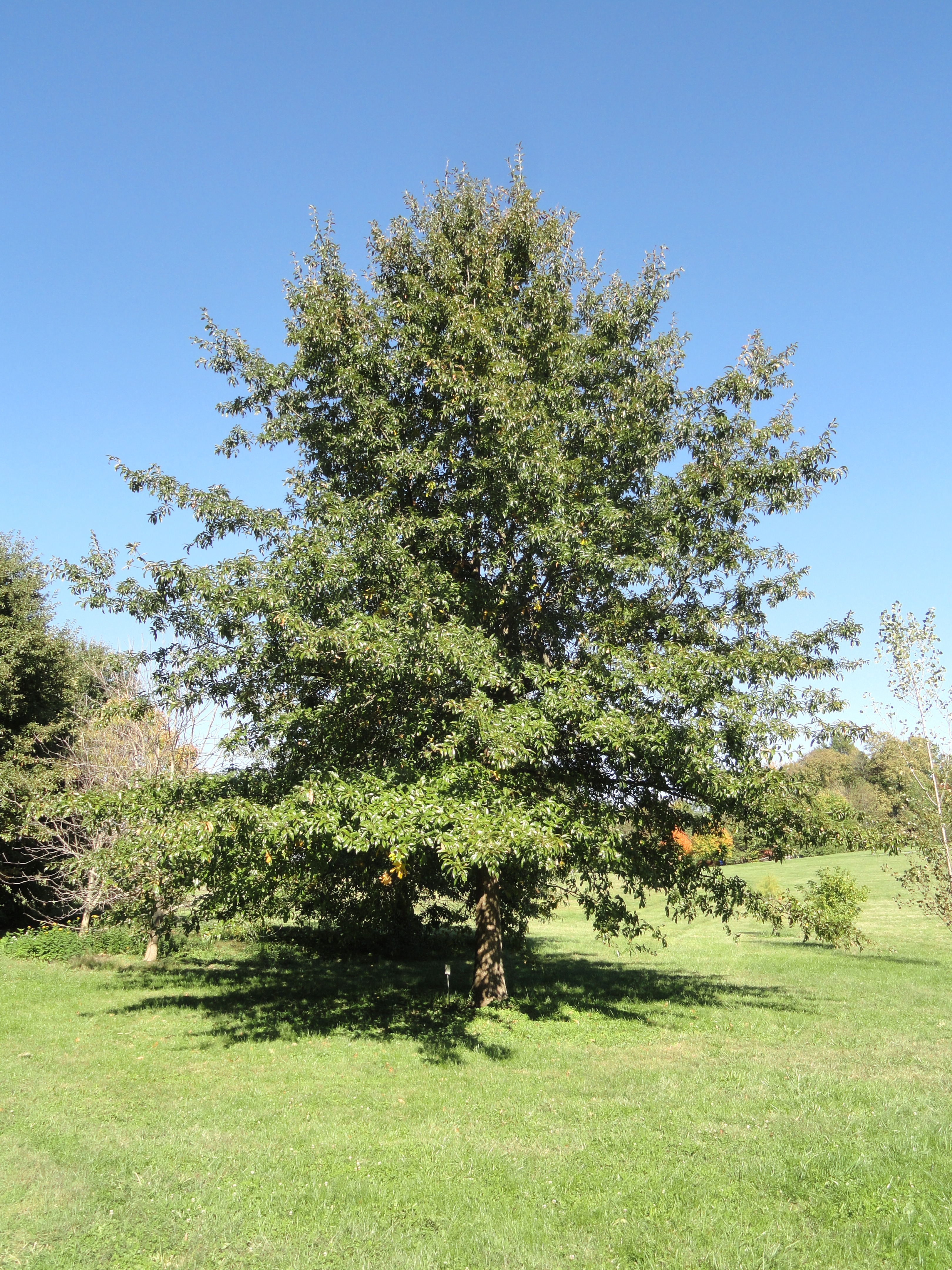
Pokrój

PokrójZrzucające liście drzewo dorastające do 20 m wysokości. Kora ma brązowoszarawą barwę.
LiścieBlaszka liściowa ma kształt od eliptycznego do owalnego lub odwrotnie jajowatego. Mierzy 8–20 cm długości oraz 1,5–7,5 cm szerokości, jest całobrzega, ma nasadę od rozwartej do klinowej i wierzchołek od tępego do ostrego. Ogonek liściowy jest nagi i ma 10–20 mm długości.
OwoceOrzechy zwane żołędziami o kształcie od jajowatego do niemal kulistego, dorastają do 9–18 mm długości i 10–18 mm średnicy. Osadzone są pojedynczo w miseczkach w kształcie kubka, które mierzą 5–9 mm długości i 10–18 mm średnicy. Orzechy otulone są w miseczkach do 35–50% ich długości.

## Biologia i ekologia
Rośnie na zalesionych stokach oraz terenach skalistych. Występuje na wysokości do 700 m n.p.m.

## Zastosowanie
Czirokezi używali tego gatunku w medycynie tradycyjnej.